# Umacha
Umacha è uno spot televisivo d'animazione del 2001, diretto da Osamu Tanabe e realizzato per sponsorizzare il prodotto Umacha - Delicious Tea dell'azienda Asahi Soft Drinks, produttrice di bevande analcoliche.
Lo spot pubblicitario è stato disegnato dai tecnici dallo Studio Ghibli ed è rintracciabile sul DVD Ghibli ga Ippai Special.